# Геров Олексій Вікторович
Олексій Вікторович Геров (рос. Алексей Викторович Геров; народився 30 грудня 1982 у м. Омську, СРСР) — російський хокеїст, воротар. Виступає за «Горняк» (Рудний) у Казахстанській хокейній лізі.  
У 1989 році вступив до школи №44 м.Омську і закінчив її в 2000. Має диплом вищої фізкультурної освіти.
Вихованець хокейної школи «Авангард» (Омськ). Виступав за «Авангард» (Омськ) 1998-2003, «Мостовик»/«Зауралля» (Курган) 2003-2007, «Горняк» (Рудний) 2007-2009, 2011-2019, «Шинник» (Бобруйськ) 2010-2011.

## Сім'я
Батьки: 
Геров Віктор Павлович (19 січня 1958) - машиніст маневрового тепловоза, 
Герова Любов Іванівна (12 лютого 1958)
Брат - Геров Олександр Вікторович (19 серпня 1978) 